# Спомен-парк Попина
Спомен-парк Попина (код локалног становништва познат и под именом „Снајпер“) је меморијални парк на узвишењу поред Попинске реке у месту Штулац, општина Врњачка Бања. Комплекс заузима површину од 12 хектара, а грађен је од 1978. до 1980. године. Аутор споменика је архитекта Богдан Богдановић.
На овом су месту 13. октобра 1941. године Трстенички партизански одред и Драгосињачка чета Краљевачког одреда водили вишечасовну борбу против делова 171. немачке дивизије. Ова битка је остала позната као једна од првих фронталних борби партизана и окупаторских снага.
На спомен-плочи испред споменика стоји текст: „Овде је 13. октобра 1941. године бранећи границе Ужичке републике Врњачко-трстенички НОП одред водио жестоку борбу с петоструко надмоћнијим немачким колонама“.

## У популарној култури
У филму Терет (2018) Огњена Главонића Спомен-парк Попина се појављује у једној од кључних сцена. Аутор супротставља паралелу између битке 1941. године и менталитета у Србији 1999. године.